# 帕帕西代罗
帕帕西代罗（義大利語：Papasidero），是意大利科森扎省的一个市镇。总面积54平方公里，人口874人，人口密度16.2人/平方公里（2009年）。ISTAT代码为078092。